# فیلم‌پولسکی
فیلم‌پولسکی (لهستانی: FilmPolski) یک پایگاه داده‌ها از فیلم‌های لهستانی است که زیر نظر «کتابخانه و مرکز اطلاعات فیلم» در مدرسه ملی فیلم ووچ ویراستاری و اداره می‌شود.

## تاریخچه و محتوا
این پایگاه داده‌ها در سال ۱۹۹۰ راه‌اندازی شد و در آغاز تنها در مدرسه ملی فیلم ووچ قابل دسترس بود، اما از سال ۱۹۹۸ بر روی اینترنت قرار گرفت و برای عموم قابل دسترس شد و شامل اطلاعات زیر است:
- فیلم‌های ساخته شده در لهستان یا با مشارکت هنرمندان و فیلمسازان لهستانی،
- پرفورمانس تئاتر تلویزیونی (تله‌تئاتر)
- قطعات کوتاه هنری ایجاد شده در مدرسه ملی فیلم ووچ از سال ۱۹۴۸
- کتاب‌شناسی فیلم‌ها و محتوای مجلات لهستانی فیلم و نمایش از سال ۱۹۴۵

تعداد موارد ثبت‌شده در این پایگاه تاکنون به شرح زیر است:
- ۷۰۰۰۰ مدخل از نویسندگان فیلم‌های بلند و مجموعه‌های تلویزیونی، مستند، فیلم‌های کوتاه، فیلم‌های انیمیشن، اجراهای تئاتر تلویزیونی و قطعات کوتاه هنری که در مدرسه ملی فیلم لهستان ساخته شده‌اند.
- ۴۰۸۸ فیلم و سریال تلویزیونی (از جمله ۴۴۸ فیلم ساخته‌شده قبل از جنگ جهانی دوم)؛
- ۱۶۶۳۸ فیلم مستند، کوتاه و انیمیشن
- ۴۱۴۲ تئاتر تلویزیونی (تله‌تئاتر)
- ۳۸۲۹ قطعهٔ کوتاه هنری ایجاد شده در مدرسه ملی فیلم ووچ.

## جوایز دریافتی
- ۲۰۰۸: جایزه مؤسسه فیلم لهستان برای سال‌های ۲۰۰۶/۲۰۰۷ در بخش «وب‌سایت فیلم»
- ۲۰۱۰: جایزه مؤسسه فیلم لهستان در بخش: «وب‌سایت فیلم» - برای دومین بار